# 叙利亚革命总委员会
叙利亚革命总委员会 (英語：Syrian Revolution General Commission (SRGC)) 是一个在2011年叙利亚反政府示威活动中产生的、40个叙利亚反对派联合成立的政治组织，以团结广大示威民众，2011年8月19日于土耳其伊斯坦布尔宣告成立。
根据第一份声明，该组织的长期目标是建立“一个在所有国民享有自由、平等、尊严和人权的基础上构成的民主的公民国家”。